# Tayna Lawrence
Tayna Lawrence (* 17. September 1975 in Spanish Town) ist eine jamaikanische Leichtathletin, die sich auf Sprintdisziplinen spezialisiert hat.
Bei den Olympischen Spielen 2000 in Sydney gewann sie die Bronzemedaille im 100-Meter-Lauf hinter der US-Amerikanerin Marion Jones und der Griechin Ekaterini Thanou. Nachdem Jones 2007 ihre Medaille aberkannt wurde, erhielt Lawrence nachträglich Silber. Mit ihren Teamkolleginnen Veronica Campbell, Beverly McDonald und Merlene Ottey gewann sie in Sydney in der 4-mal-100-Meter-Staffel ebenfalls eine olympische Silbermedaille.
Bei den Olympischen Spielen 2004 in Athen gewann sie in der 4-mal-100-Meter-Staffel die Goldmedaille zusammen mit ihren Teamkolleginnen Sherone Simpson, Aleen Bailey und Veronica Campbell.

## Persönliche Bestzeiten
- 100 m: 10,93 s, Brüssel, 30. August 2002
- 200 m: 22,84 s, Pointe-à-Pitre, 1. Mai 2000